# Hans Josephsohn
Hans Josephsohn (Königsberg, 20 mei 1920 – Zürich 20 augustus 2012) was een Zwitserse beeldhouwer.

## Leven en werk
In 1937, na het afsluiten van zijn schooltijd aan het gymnasium, verliet hij met een beurs Königsberg om in Florence het werk van Michelangelo te zien en daar te gaan studeren. Korte tijd later moest hij vanwege zijn joodse afkomst Italië weer verlaten en vestigde zich in 1938, noodgedwongen, in Zürich. De Zwitserse, traditionele beeldhouwer Otto Müller nam hem als leerling aan in zijn atelier. In 1943 betrok hij zijn eigen atelier, maar pas vanaf 1964, het jaar waarin hij de Zwitserse nationaliteit kreeg, ging hij exposeren en kreeg hij enige bekendheid. Hij exposeerde onder andere in Zürich, Schaffhausen en Aarau.
Een eerste grote tentoonstelling kreeg Josephsohn in 1992 in Giornico in het kanton Ticino, waar museum La Congiunta van de Zwitserse architecten Peter Märkli en Stefan Bellwalder werd geopend. Sindsdien worden hier 30 sculpturen van Josephsohn getoond. Pas eind tachtiger jaren kreeg hij internationale erkenning. Dankzij de jongere kunstenaar Günther Förg, die kennismaakte met zijn werk, dat figuratie en abstractie samenbracht, werd in 2002 een overzichtstentoonstelling georganiseerd in het Stedelijk Museum in Amsterdam. In 2003 ontving hij de Kunstpreis der Stadt Zürich.
In 2003 betrok de kunstenaar een atelier annex bronsgieterij en expositieruimte in het zogenaamde Kesselhaus in Sankt Gallen, waar zijn werken permanent in wisseltentoonstellingen zijn te zien. Nadien volgden nog exposities in Keulen (2005), Parijs (2007), Frankfurt am Main (2008), Londen (2008), New York (2009) en Zürich (2010).

## Enkele werken
- 1970 : Reliëf, Chur
- 1988/89 : Halbfigur, beeldenpark Sculpture at Schönthal in het dorp Schönthal bij Langenbruck
- 1990 : Halbfigur, beeldenpark Neue Nationalgalerie/Kulturforum Skulpturen in Berlijn
- 2004 : Liegende, Sculpture at Schönthal
- 2004 : Drei Liegende, Schulhaus im Birch in Zürich-Oerlikon
- 2005 : Liegende, Chur (kanton Graubünden)

## Fotogalerij

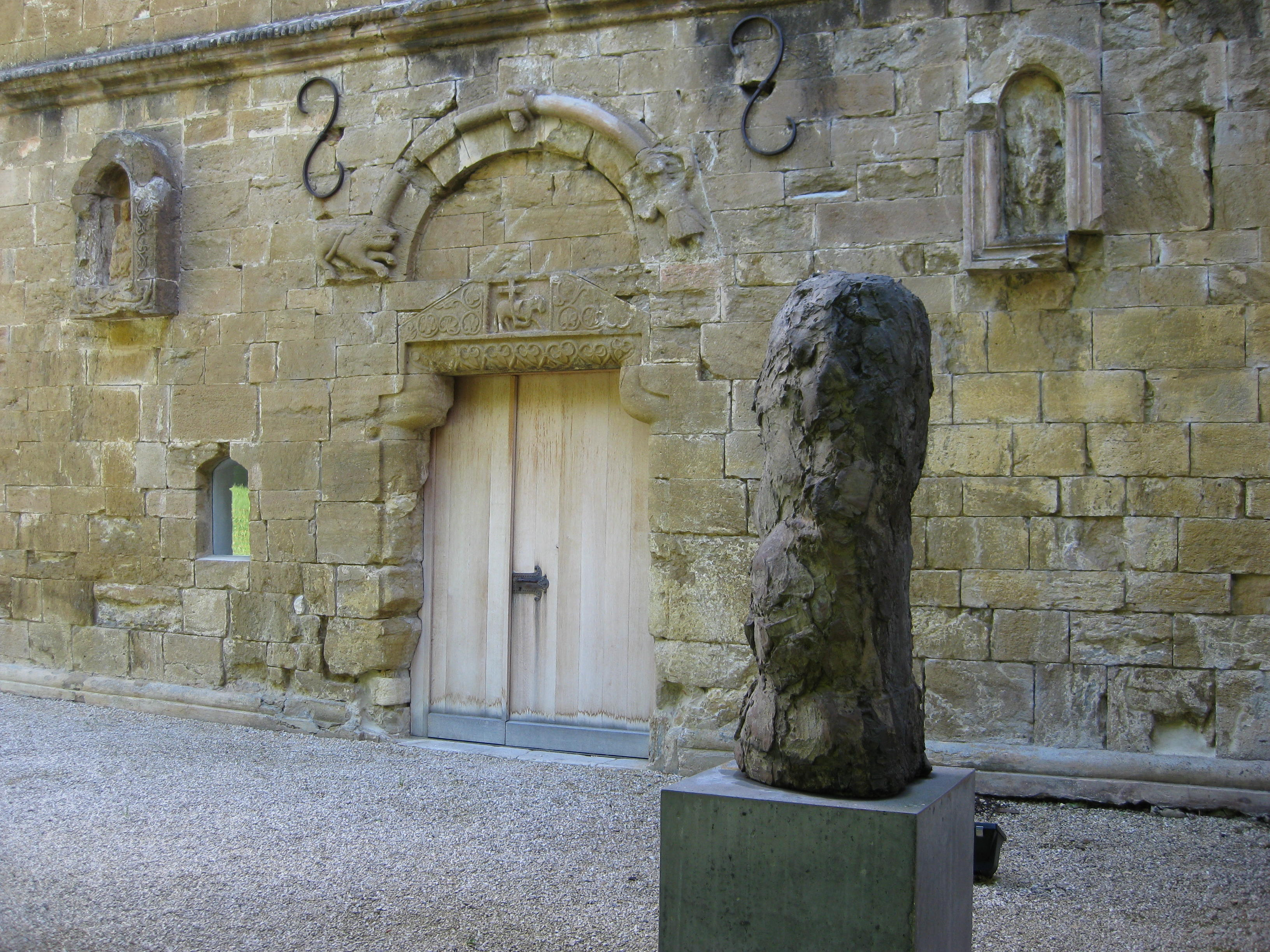
Halbfigur (1988/89)
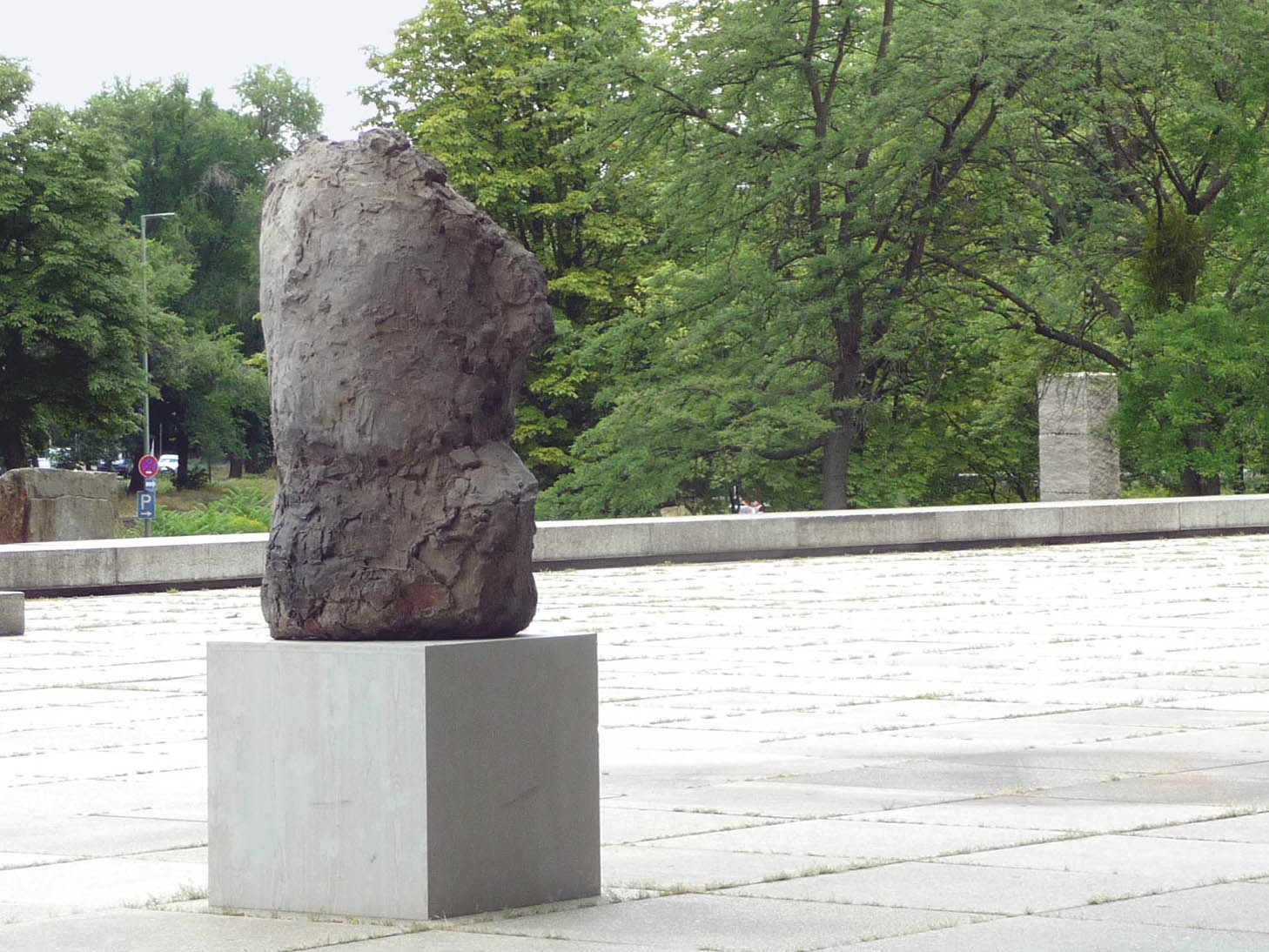
Ohne Titel (1990)
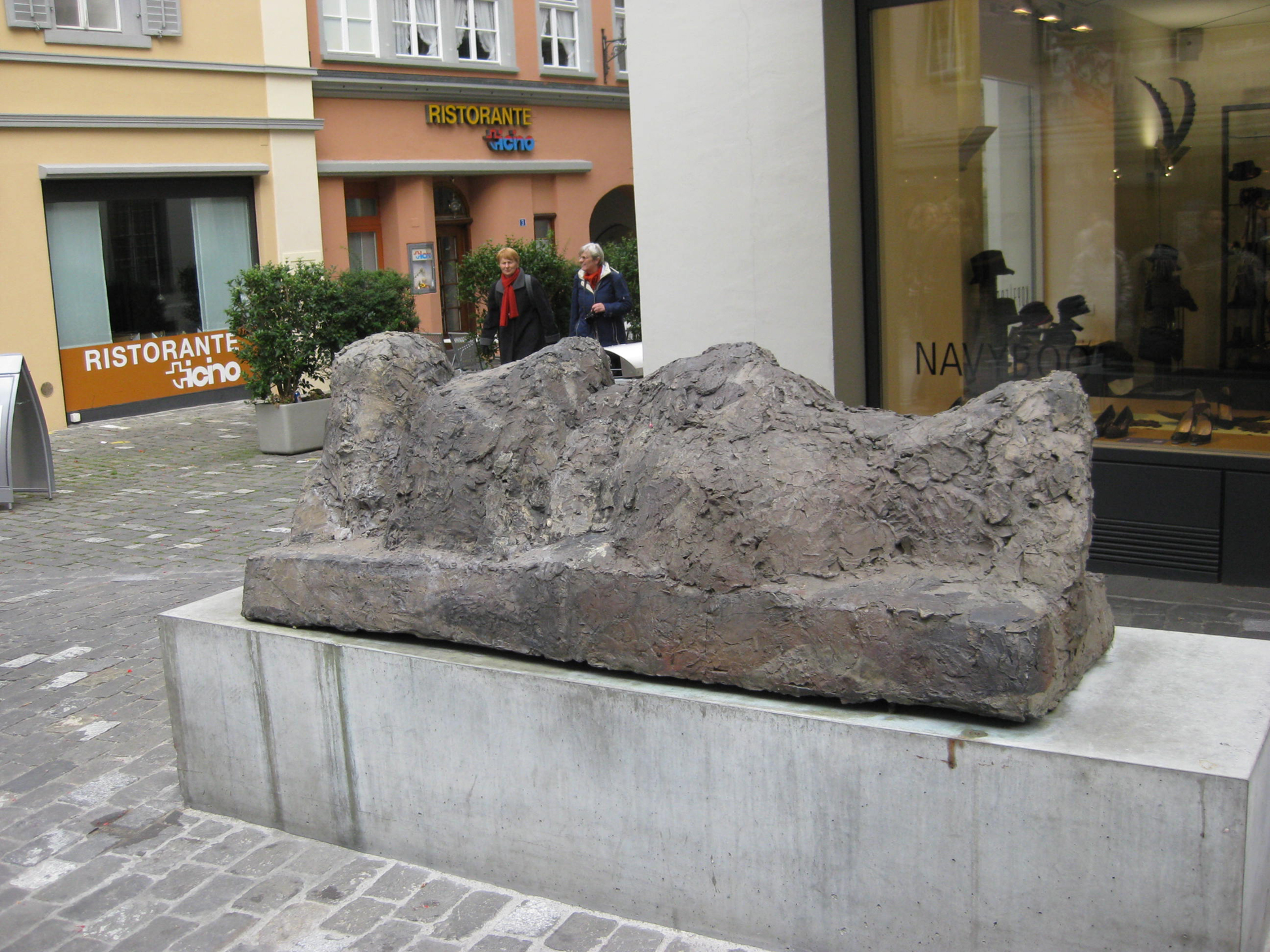
Liegende (2005)
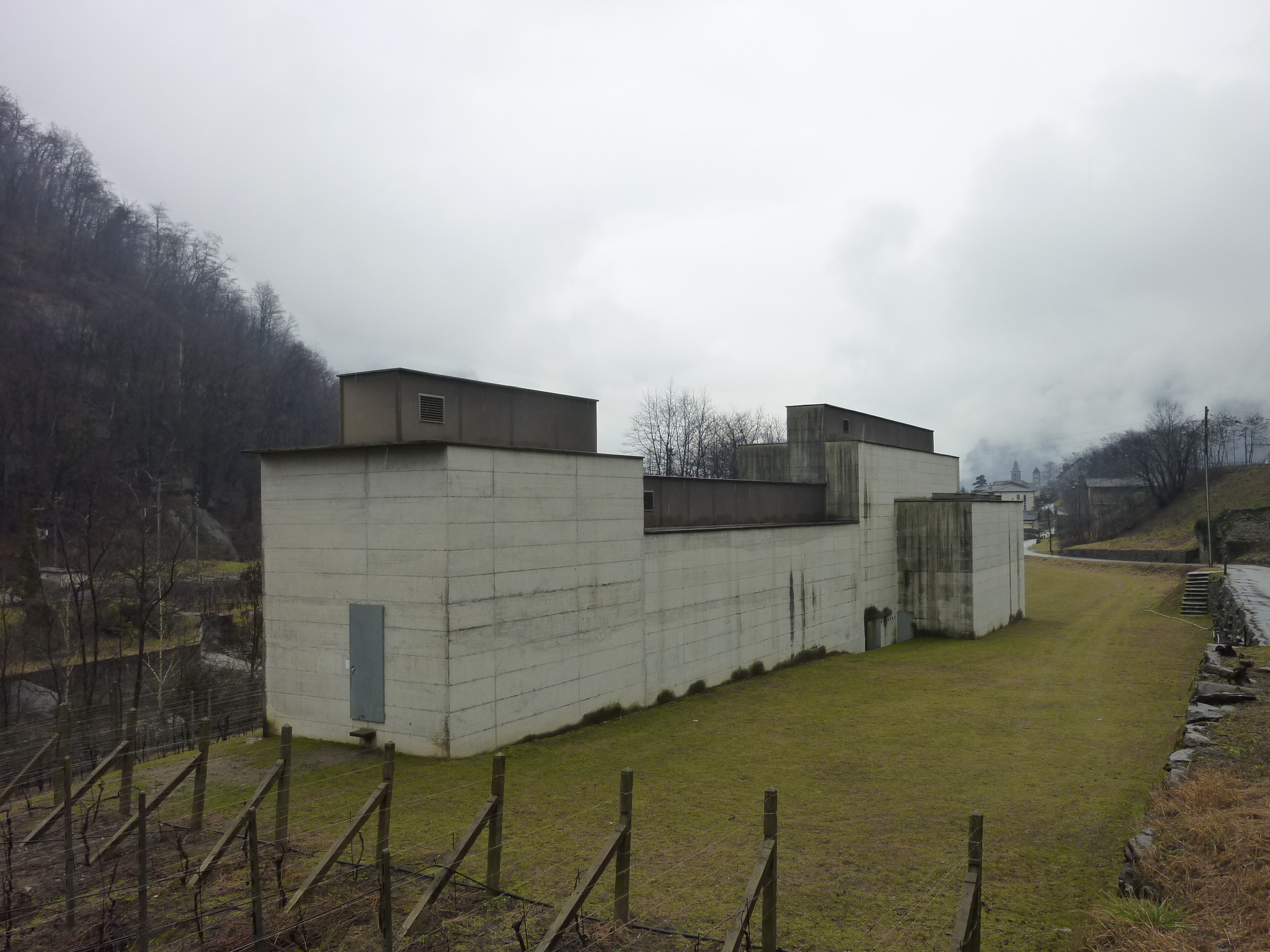
La Congiunta in Giornico